# باشگاه فوتبال توزلا سیتی
باشگاه فوتبال توزلا سیتی (انگلیسی: FK Tuzla City) یک باشگاه فوتبال حرفه‌ای است که در شهر توزلا، کشور بوسنی و هرزگوین استقرار دارد و در حال حاضر در لیگ دسته اول فوتبال بوسنی و هرزگوین، دومین سطح لیگ فوتبال در این کشور به فعالیت می‌پردازد.
آن‌ها از سال ۲۰۱۸، بازی‌های خانگی خود را در توشانی سیتی استادیوم (ورزشگاه شهرداری توزلا)، مستقر در توزلا انجام می‌دهند که به اندازه ۷۲۰۰ صندلی گنجایش پذیرش تماشاگر دارد.

## تاریخچه
این باشگاه در سال ۱۹۵۵ به عنوان باشگاه فوتبال اسلوگا توسط رایکو واسیچ تأسیس شد و تا سال ۲۰۱۴ در لیگ‌های تحت نظر فدراسیون فوتبال کانتون دی توزلا فعالیت می‌کرد.
تحولی بزرگ در تابستان ۲۰۱۲ با ورود ازمیر هوسیچ به وقوع پیوست. در فصل‌های ۲۰۱۴–۱۵ و ۲۰۱۵–۱۶، این باشگاه دو قهرمانی متوالی در گروه شمال دروگا لیگا، لیگ سوم بوسنی و هرزگوین، به دست آورد. در اولین بار این تیم نتوانست مجوز لازم برای صعود به دسته بالاتر را دریافت کند، اما در تلاش دوم موفق به صعود شد و در پلی‌آف باشگاه فوتبال کاریینا کازین را شکست دادند. (شکست ۱–۳ در بازی رفت و پیروزی ۴–۰ در وقت‌های قانونی در بازی برگشت).
در سال ۲۰۱۸ بزرگ‌ترین موفقیت خود را با کسب مقام قهرمانی در لیگ سته اول فوتبال بوسنی و هرزگوین به دست آورد.
چندی بعد آن‌ها نام خود را به باشگاه فوتبال توزلا سیتی تغییر داد و بازی‌های خانگی خود را به ورزشگاه شهرداری توشانی منتقل کردند.
آن‌ها در پایان فصل ۲۰۲۳–۲۰۲۴ در رتبه ماقبل آخر جدول رده‌بندی لیگ برتر فوتبال بوسنی و هرزگوین قرار گرفتند و نتوانستند به حضور خود در سطح اول فوتبال بوسنی و هرزگوین ادامه دهند و سرانجام به لیگ دسته اول فوتبال بوسنی و هرزگوین، دومین سطح لیگ فوتبال در کشورشان سقوط کردند.
این در حالی است که در پایان فصل ۲۰۲۲–۲۰۲۱ موفق به کسب عنوان نایب قهرمانی شده بودند.

## رنگ‌ها و نمادها

### نمادهای رسمی
با تغییر نام در سال ۲۰۱۸، نشان باشگاه نیز تغییر کرد و در آن Cvijat Srebrenice (گل سربرنیتسا) که نماد نسل‌کشی معروف است، گنجانده شد.

#### کشتار سربرنیتسا
در طول جنگ بوسنی نیروهای مسلح صرب در ژوئیه ۱۹۹۵ پس از ورود به سربرنیتسا، با جداسازی بیش از ۸ هزار نفر از مردان و پسران نوجوان مسلمان شهر، آنها را به قتل رساندند. این فاجعه در حالی روی داد که این منطقه زیر پوشش امنیتی نیروهای حافظ صلح سازمان ملل بود. چنین کشتاری در اروپا، از زمان پایان جنگ جهانی دوم، بی‌نظیر بوده و بررسی‌های تاریخی و حقوقی آن و نیز کشف اجساد مربوط به آن کشتار همچنان ادامه دارد.

## زیرساخت

### ورزشگاه
تا سال ۲۰۱۸، اسلوگا بازی‌های خانگی خود را در ورزشگاه باره، یک ورزشگاه کوچک با ظرفیت ۱۰۰۰ نفر، که با الزامات لیگ برتر فوتبال بوسنی و هرزگوین مطابقت نداشت، برگزار می‌کرد. با رسیدن به لیگ برتر، به ورزشگاه شهرداری توشانی در توزلا، که ورزشگاه خانگی باشگاه فوتبال اسلوبودا توزلا است، منتقل شد. این ورزشگاه دارای ظرفیت ۸۴۴۴ نفر است.